# 捜査会議はリビングで!
『捜査会議はリビングで!』（そうさかいぎはリビングで）は、NHK BSプレミアムの「プレミアムドラマ」枠にて2018年7月15日から9月2日まで放送された日本のテレビドラマ。連続8回。女刑事の妻とミステリー作家の夫の最強コンビが自宅リビングでの捜査会議により身近な事件や謎を解決していくライト感覚の「謎解き×ホームコメディ」ドラマ。主演は観月ありさと田辺誠一で、観月の27年連続、31作目の連続ドラマ主演作品となる。
シーズン2となる『捜査会議はリビングで おかわり!』（そうさかいぎはリビングで おかわり）が、同枠にて2020年2月2日から3月22日まで放送された。連続8回。また、NHK BS4Kにて同年1月29日から3月18日まで水曜日の20時40分から21時29分に先行放送された。

## あらすじ
シーズン1

シーズン2

## 登場人物

### 主要人物
森川章子〈41〉
演 - 観月ありさ
刑事。千葉県警刑事部特殊班所属。仕事に関することは絶対に秘密である。体力に自信があり、身のこなしが軽い。
のちに班長代理に昇進（シーズン2）。
森川晶〈44〉
演 - 田辺誠一
警察官の家系に生まれたが相性が合わず、「入江久蘭（いりえくらん）」のペンネームでミステリー作家になるが、内容がマニア向けすぎて売れず、カリスマ主夫の経験を生かしたブログで話題になっている。
ミステリー大賞を受賞して人気作家となるが、後が続かずスランプに陥る（シーズン2）。
谷悠馬〈38〉
演 - 片桐仁
晶の編集担当者。うつぎ出版勤務。喩えが分かりにくく、晶に理解されていない。晶の小説についてはよく分かっておらず、カリスマ主夫の経験を生かしたブログに関する仕事を持ってくる。
桂木綿子〈25〉
演 - トリンドル玲奈
直の担任。愛称は「わたこ先生」。翔から好意を寄せられている。
松井広樹〈28〉
演 - 松下洸平
警察官。西花町交番勤務。
章子も関わる事件により負傷し入院して、休職中。後任は後輩の竹内巡査が務める（シーズン2）。
高城敦〈30〉
演 - 遠藤雄弥
千葉県警刑事部特殊班所属。
原井珠江〈52〉
演 - 山野海
近所の主婦。三平の母。豪快な人柄で細かいことは気にしない。食いっぷりも飲みっぷりも良い。
交遊関係が広く、森川家に主婦仲間を呼び寄せる。
田丸茂乃〈67〉
演 - 佐藤直子
近所の主婦。
黒岩恭子〈45〉
演 - 山口景子
近所の主婦。
遠山達也〈37〉
演 - 池田良
千葉県警刑事部特殊班所属。
加藤猛〈40〉
演 - 長浜之人（キャン×キャン）
千葉県警刑事部特殊班所属。
森川直〈9〉
演 - 庵原匠悟
晶と章子の一人息子。小学4年生（シーズン1）→小学5年生（シーズン2）。物事を冷静に見ており、母や同級生のツッコミ役。毎年夏休みの宿題は計画的に終わらせている。
堂島翔〈9〉
演 - 深田真弘
直の同級生。短髪。親は仕事を優先するタイプらしい。木綿子を好いている。
親からは木綿子への恋は諦めるように言われたらしい。
原井三平〈9〉
演 - 田村継（シーズン1）、高月雪乃介（シーズン2）
直の同級生。ぽっちゃり体型。母に似てか、食欲は旺盛。気弱なところがあり、母から心配されている。
三重野エミ〈9〉
演 - 西澤愛菜
直の同級生。なかなか素直になれないが、本当は直たちと仲良くなりたいと思っている。
はっきりとした物言いをし、翔や三平には一段と厳しい。
名探偵（語り）
演 - 橋本じゅん
晶の執筆予定の小説の主人公。
柴村健司〈45〉
演 - 堀部圭亮
千葉県警刑事部特殊班リーダー。
花田道子〈66〉
演 - 鷲尾真知子
近所の主婦。詮索好きで章子（を含めた森川家）を怪しんでいる。鉄雄曰く「料理がヘタ」。
ミステリー好きが高じ、晶のマネージャーを自認して仕事部屋の雑用をこなしている（シーズン2）。
花田鉄雄〈68〉
演 - 小野寺昭
道子の夫。妻の詮索好きには呆れ気味だが、推理となると話は別。
森川正倫〈70〉
演 - 高橋英樹
晶の父。ノンキャリアの元警察官。署長にまで上り詰めた。柔道師範であり、章子は弟子にあたる。
シーズン2
尾形司
演 - 和田正人
西花町に出没する不審者。章子にストーカーと疑われる。
白石和宏
演 - 高橋努
西花町に転居してきた新住人。冒険好きで明るい。
白石優花
演 - 酒井若菜
白石の妻。おとなしいが、意外な一面も持つ。

### その他
剣持卓
演 - デビット伊東
ワイドショー『剣持卓のズバット・アイ!』のキャスター。
相川れな
演 - 益田恵梨菜
『剣持卓のズバット・アイ!』のレポーター。

### ゲスト
シーズン1
第1回
- 桜木加奈子 - 森矢カンナ
- 小野了

第2回
- 伊藤ゆみ
- 佐藤祐基

第3回
- 藤原 - 山本圭

第4回
- 漆原京悟 - 大和田伸也
- 和田祐一 - 神保悟志

第5回
- 三重野晴海 - 入山法子

第6回
- 光喜百合江 - 真野響子
- 二階堂真希 - 藤井美菜

最終回
- 網代保 - やべけんじ
- 妖怪オバーバ - 山下裕子

シーズン2

## スタッフ
- 作 - 武井彩、秋山竜平、横幕智裕（シーズン1）
- 音楽 - 兼松衆
- 制作統括 - 出水有三（シーズン1）、海辺潔（シーズン2）（NHK）、森安彩（共同テレビジョン）
- 演出 - 河野圭太（シーズン1）、都築淳一[注釈 2]（シーズン1）、木下高男[注釈 2]、朝比奈陽子（シーズン2）、大畑真治（シーズン2）（共同テレビジョン）
- 制作・著作 - NHK、共同テレビジョン

## 放送日程
シーズン1
| 放送回 | 放送日        | サブタイトル               | ラテ欄[5]                                                                       | 作       | 演出     |
| ------ | ------------- | -------------------------- | ------------------------------------------------------------------------------- | -------- | -------- |
| 第1回  | 2018年7月15日 | 事件は、休みの日に起こる。 | 柔道の達人でカンが命の刑事の妻と 占いミステリー作家の夫の謎解きホームコメディー | 武井彩   | 河野圭太 |
| 第2回  | 7月22日       | 紙飛行機と招かれざる客     | パーティーに強盗乱入危うし森川家                                                | 秋山竜平 | 河野圭太 |
| 第3回  | 7月29日       | 招き猫は、謎を呼ぶ。       | 数が変わる招き猫の謎! そこには怪しい事件の影が…                                 | 横幕智裕 | 都築淳一 |
| 第4回  | 8月05日       | ミステリーツアーは踊る。   | ミステリーツアーで晶大活躍!                                                     | 武井彩   | 都築淳一 |
| 第5回  | 8月12日       | ぼくらの家出大作戦         | 直が家出? 普通でない親子の夏休み                                                | 秋山竜平 | 河野圭太 |
| 第6回  | 8月19日       | 警察官、危機一髪!          | 松井巡査が大企業の御曹司⁉︎                                                       | 武井彩   | 木下高男 |
| 第7回  | 8月26日       | 恋のすれ違いブルース       | -                                                                               | 秋山竜平 | 都築淳一 |
| 最終回 | 9月02日       | 探偵が暮らす街             | -                                                                               | 武井彩   | 木下高男 |

シーズン2
| 放送回 | 放送日        | 放送日        | サブタイトル                 | ラテ欄[5]                                                       | 作       | 演出       |
| 放送回 | BSプレミアム  | BS4K          | サブタイトル                 | ラテ欄[5]                                                       | 作       | 演出       |
| ------ | ------------- | ------------- | ---------------------------- | --------------------------------------------------------------- | -------- | ---------- |
| 第1回  | 2020年2月02日 | 2020年1月29日 | 消えたお宝と家族のヒミツ     | 消えたお宝と家族のヒミツ                                        | 武井彩   | 木下高男   |
| 第2回  | 2月09日       | 2月05日       | 森川家VS謎の侵入者           | 森川家に謎の侵入者が!                                           | 秋山竜平 |            |
| 第3回  | 2月16日       | 2月12日       | わたこ先生、SOS!             | 八郎…もとい、松井巡査が再登場!                                  | 秋山竜平 |            |
| 第4回  | 2月23日       | 2月19日       | 特命!THEボディガード         | 特命ザ・ボディーガード                                          | 武井彩   | 朝日奈陽子 |
| 第5回  | 3月01日       | 2月26日       | おふくろの暗号とおやじの背中 | -                                                               | 秋山竜平 | 木下高男   |
| 第6回  | 3月08日       | 3月04日       | 犬も食わない埋蔵金           | 犬も食わない埋蔵金!?                                            | 武井彩   | 大畑真治   |
| 第7回  | 3月15日       | 3月11日       | 恋の飛び蹴り                 | 恋の飛び蹴り                                                    | 秋山竜平 | 朝比奈陽子 |
| 最終回 | 3月22日       | 3月18日       | おとぎ話の終わり             | 観月ありさ号泣! 田辺誠一爆死!? 松下洸平プロポーズ! 今夜大団円!! | 武井彩   |            |